# Břichobrvky
Břichobrvky (Gastrotricha) jsou kmen velmi drobných vodních živočichů (mořští i sladkovodní). Pojmenovány jsou podle charakteristických obrvených buněk na spodní straně těla. Dorůstají nejvýše 3 mm, jsou dvoustranně souměrné, dorzoventrálně zploštělé, protažené, vidličnatě zakončené s lepovými žlázami na konci vidličky. Jsou to mikrofágové, převážně detritofágové. Mají trubicovitou trávicí soustavu, s mohutným sacím jícnem. Nemají coelom.
Jsou kosmopolitně rozšířené, v moři jsou většinou v písku, ve sladkých vodách jsou převážně bentické a perifytické, méně se vyskytují v planktonu. Rozmnožují se hermafroditicky, někteří partenogenezí. Mají cca 450 druhů, z toho v Česku cca 20.
Jejich postavení v systému je nejasné. Podle morfologických znaků bývají řazeni k vířníkům, čelisťovkám či hlísticím. Genetické studie je však řadí spíš k ploštěncům.

## Systém
Aktuální klasifikace (2013):
(české názvy podle BioLib)
Kmen: Gastrotricha Metschnikoff, 1865 - břichobrvky
- Řád: Macrodasyida Remane, 1925 [Rao & Clausen, 1970] - lepavenky (někdy též lapavenky)
Lepavenky žijí ve slané vodě, rozmnožují se pohlavně, jedná se o hermafrodity. Po stranách těla mají četné žlázky vylučující adhezivní (lepivý) sekret, odtud české pojmenování.
  - Čeleď: Cephalodasyidae Hummon & Todaro, 2010
  - Čeleď: Dactylopodolidae Strand, 1929
  - Čeleď: Lepidodasyidae Remane, 1927
  - Čeleď: Macrodasyidae Remane, 1926
  - Čeleď: Planodasyidae Rao & Clausen, 1970
  - Čeleď: Redudasyidae Todaro, Dal Zotto, Jondelius, Hochberg, Hummon, Kånneby & Rocha, 2012
  - Čeleď: Thaumastodermatidae Remane, 1927
  - Čeleď: Turbanellidae Remane, 1926
  - Čeleď: Xenodasyidae Todaro, Guidi, Leasi & Tongiorgi, 2006
- Řád: Chaetonotida Remane, 1925 [Rao & Clausen, 1970] - vidlenky
Vidlenky žijí zpravidla ve sladké vodě, ale též v detritu nebo na rostlinách. Rozmnožují se zpravidla partenogeneticky, jen některé druhy pohlavně (hermafrodité). Žlázky s lepivým sekretem jsou omezeny na jediný pár na zádi. České jméno mají podle vidlicovitě zakončeného těla.
  - Podřád: Multitubulatina d’Hondt, 1971
    - Čeleď: Neodasyidae Remane, 1929

  - Podřád: Paucitubulatina d’Hondt, 1971
    - Čeleď: Chaetonotidae Gosse, 1864
    - Čeleď: Dasydytidae Daday (1905)
    - Čeleď: Dichaeturidae Remane, 1927
    - Čeleď: Muselliferidae Leasi & Todaro, 2008
    - Čeleď: Neogosseidae Remane, 1929
    - Čeleď: Proichthydiidae Remane, 1927
    - Čeleď: Xenotrichulidae Remane, 1927